# Erebia hippocoon
Erebia hippocoon är en fjärilsart som beskrevs av Niesiotowski 1937. Erebia hippocoon ingår i släktet Erebia och familjen praktfjärilar. Inga underarter finns listade i Catalogue of Life.